# Larpa iudre
«Le inversioni comprendono anche il verlen, specie di gergo diffuso nell'area francese, che consiste nell'invertire l'ordine delle sillabe. Tra i non pochi linguaggi "costruiti" che si valgono di questo procedimento c'è il larpa iudre (cfr. Lurà 1988), gergo usato a Mendrisio (Canton Ticino). Il nome risulta dall'anagramma di parlà (parlare) e dalla sostituzione, nel termine dialettale indré (indietro), della lettera u alla n, che è simile alla u nella scrittura veloce. Parole in larpa iudre: ntinaca (cantina), dèlfra (fradel fratello).»
Il larpa iudre è un gergo derivato dal lombardo parlato nel Mendrisiotto, la regione più a sud della Svizzera.

## Storia
Stabilire con esattezza le origini del larpa iudre è estremamente difficile se non addirittura impossibile proprio per la natura "esoterica" di questo linguaggio "d'invenzione". In ogni caso, le indagini degli studiosi ne hanno confermato la nascita sul finire del XIX secolo e la sua ampia diffusione all'epoca della prima guerra mondiale fra i contadini e i sensali di bestiame di Mendrisio per intendersi e accordarsi fra loro nelle contrattazioni, ma senza farsi capire dai clienti/acquirenti forestieri. In sostanza, un «parlare a rovescio: non per dire, ma per nascondere». «Non una lingua per fare una discussione ampia e articolata ma piuttosto un espediente, uno stratagemma. Parlata del momento, della battuta facile, del commento rapido, dell'ammiccamento furtivo. Tutto questo è il "larpa iudre" secondo le definizioni del professor Franco Lurà, contenute nella recente pubblicazione Ndrisiòme di Mirko Valtulini e Diego Bernasconi.»
La lingua alla rovescia di Mendrisio sembrerebbe avere anche un inventore. Infatti, in alcune delle diverse tradizioni e leggende folcloristiche circolanti sull'argomento, l'idea dell'inversione delle parole dialettali viene talora attribuita a un non meglio identificato sensale Ortelli, detto Sciatél (vale a dire Télscia in larpa iudre), che lo avrebbe diffuso soprattutto negli anni venti e trenta.
Questo particolare linguaggio si ottiene in genere dividendo le parole del dialetto locale in due parti e invertendone l'ordine, pronunciando cioè per prima quella che in realtà sarebbe la parte finale. La stessa denominazione "larpa iudre" deriva da parlà indré, cioè "parlare all'indietro" (in cui la "n" è stata sostituita dalla "u", affine per grafia). Questo sistema di costruzione della parole per inversione sillabica è il medesimo di molti gerghi attuali tra cui il Verlan della Francia che parimenti significa à l'envers (a lɑ̃'vɛʀ), ossia "al contrario".

## Alcuni vocaboli

### Nomi di paesi e luoghi
- Bioca

Cabbio
- Biosta

Stabio
- Chirzü

Zurigo
- Dinmaga

Magadino
- Ganlü

Lugano
- Giomu

Muggio
- Ndrisiome

Mendrisio
- Rusgene

Monte Generoso
- Schebia

Biasca

### Animali
- brunca

capra
- cava

mucca
- ielama

maiale
- linaga

gallina
- melca

cammello
- neca

cane
- sabi

serpente
- ssope

pesce
- toga

gatto
- valca

cavallo

### Cibi
- bungia/sciottopru

prosciutto
- carzü

zucchero
- deghincu

salsiccia
- feca

caffè
- gioforma

formaggio
- mapo

mela
- nepa

pane
- pingra

grappino
- rabi/rinbi

birra
- sottri

risotto
- varpe

pepe
- zapi

pizza

### Altri termini
- chinzü

tedesco
- ciove

padre
- dèlfra

fratello
- giave

madre
- goyu/vosla

jugoslavo
- ndabiu

bionda
- nopie me n'ola

sazio, rimpinzato
- ntinaca

cantina
- runte

italiano del Sud
- sàtu

ragazza
- taglierda

frontaliere
- zarsvi

svizzero

## Esempi di frasi
- A vu a taca i ghifu.

Vado a raccogliere funghi.
- Stabari, damm na rinbi.

Barista, mi dia un birrino.
- Dü cerbü da zusaga.

Due bicchieri di gazzosa.
- La zölaca l'è nabo ma l'è santape e nciavu.

La Cassœula è buona ma è pesante e unta.
- Fa ul gagiü dal tòsse lòbe!

Gioca il sette bello!